# Scandinavian Leather
Scandinavian Leather, det norska death-punkbandet Turbonegros femte fullängdsalbum. Släpptes 2003 på det svenska skivbolaget Burning Heart Records. Första albumet efter återföreningen. Andra delen i deras Apocalypse-trilogi.

## Låtlista
1. The Blizzard of Flames
2. Wipe It 'til It Bleeds
3. Gimme Some
4. Turbonegro Must Be Destroyed
5. Sell Your Body (to the Night)
6. Remain Untamed
7. Train of Flesh
8. Fuck the World (F.T.W.)
9. Locked Down
10. I Want Everything
11. Drenched in Blood (D.I.B.)
12. Le Saboteur
13. Ride with Us

## Singlar

### Sell Your Body (to the Night)
1. "Sell Your Body (to the Night)"
2. "The Death of Me"
3. "Back to Dungaree High" (live)

### Locked Down
1. "Locked Down"
2. "Gimme Five"
3. "Selfdestructo Bust" (live)

### Fuck the World
1. "Fuck the World"
2. "Are You Ready for Some Darkness" (live)